# Stay Cool
Stay Cool é um filme independente estadunidense, do gênero comédia, escrito e dirigido pelos irmãos Mark e Michael Polish. O filme é estrelado por Winona Ryder, Mark Polish, Hilary Duff, Sean Astin, Josh Holloway, Jon Cryer e Chevy Chase. Estreou no Festival de Cinema de Tribeca de 2009 e nos cinemas em 2011. 

## Sinopse
Escritor bem-sucedido (Mark Polish) volta para sua cidade quando é convidado para a entrega dos diplomas para os estudantes na cerimônia de formatura. Lá, reencontra seu amor não correspondido (Winona Ryder) da época do colegial, além de ser paquerado por uma sexy aluna (Hilary Duff).

## Elenco
- Mark Polish… Henry McCarthy
- Winona Ryder… Scarlet Smith
- Hilary Duff… Shasta O' Neil
- Josh Holloway… Wino
- Sean Astin… Big Girl
- Chevy Chase… Diretor Marshall
- Jon Cryer… Javier
- Frances Conroy… Mrs. Looch

## Recepção
No agregador de críticas Rotten Tomatoes, na pontuação onde a equipe do site categoriza as opiniões da grande mídia e da mídia independente apenas como positivas ou negativas, tem um índice de aprovação de 14% calculado com base em 7 comentários dos críticos. Por comparação, com as mesmas opiniões sendo calculadas usando uma média aritmética ponderada, a nota alcançada é 4/10.
Em sua crítica no Los Angeles Times, Robert Abele avaliou com 1,5/5 de sua nota e disse que tem "tentativas de homenagear a obra dos anos 80 do cineasta John Hughes, mas sua singular falta de lógica emocional, charme e humor trazem à mente algumas horas de detenção".